# Conchita (cantante)
Conchita, pseudonimo di María Concepción Mendívil Feito (Helsinki, 3 marzo 1981), è una cantante spagnola di origine finlandese.
Il suo primo album Nada más pubblicato 2007 è stato certificato platino in Spagna.

## Discografia

### Album in studio
- 2007:	Nada más
- 2009: 4.000 palabras
- 2012:	Zapatos nuevos
- 2014:	Esto era
- 2016: Incendios
- 2020: La orilla

### EP
- 2010: Tocando Madera
- 2016: Prologue